# Pé Pequeno
Pé Pequeno é um bairro localizado entre os bairros de Santa Rosa, Cubango e bairro de Fátima.
Atualmente o mesmo é composto por população de classe média, em sua maioria. 
O bairro possui área de 0, 32 Km², com população residente de 3. 283 pessoas, segundo o censo de 1991 do IBGE, o que corresponde a menos de 1% da população total do município. 

## História
A origem do nome está associada ao surgimento do bairro. Quando a antiga Fazenda Santa Rosa (século XVIII)que dominava vasta região começou a ser desmembrada entre os seus herdeiros, a maior área ficou em poder de Antônio José Pereira de Santa Rosa Jr, conhecido também por Pé Pequeno. Este, por sua vez, vendeu parte das terras situadas à esquerda da antiga estrada do Calimbá (atual Dr. Paulo César), logo transformadas em chácaras. Com o passar do tempo, as chácaras do Pé Pequeno, que abrigavam famílias de nível econômico elevado e alguns dos nomes ilustres do município, foram revendidas e loteadas. Abriram-se novas ruas e foram construídas novas residências.
Em meados da década de 40 começa a construção de várias casas no local, sendo as ruas saneadas e pavimentadas pouco a pouco, desenhando a atual configuração do bairro. Embora até meados deste século o Pé Pequeno tenha acompanhado os mesmos processos de urbanização que deram origem a Santa Rosa, o bairro conseguiu resguardar-se de certa forma da explosão imobiliária que levou o vizinho a intenso processo de verticalização. O Pé Pequeno conseguiu manter-se como bairro horizontal de "status" eminentemente residencial. Possui área de 0,32 quilômetros quadrados.

## Economia

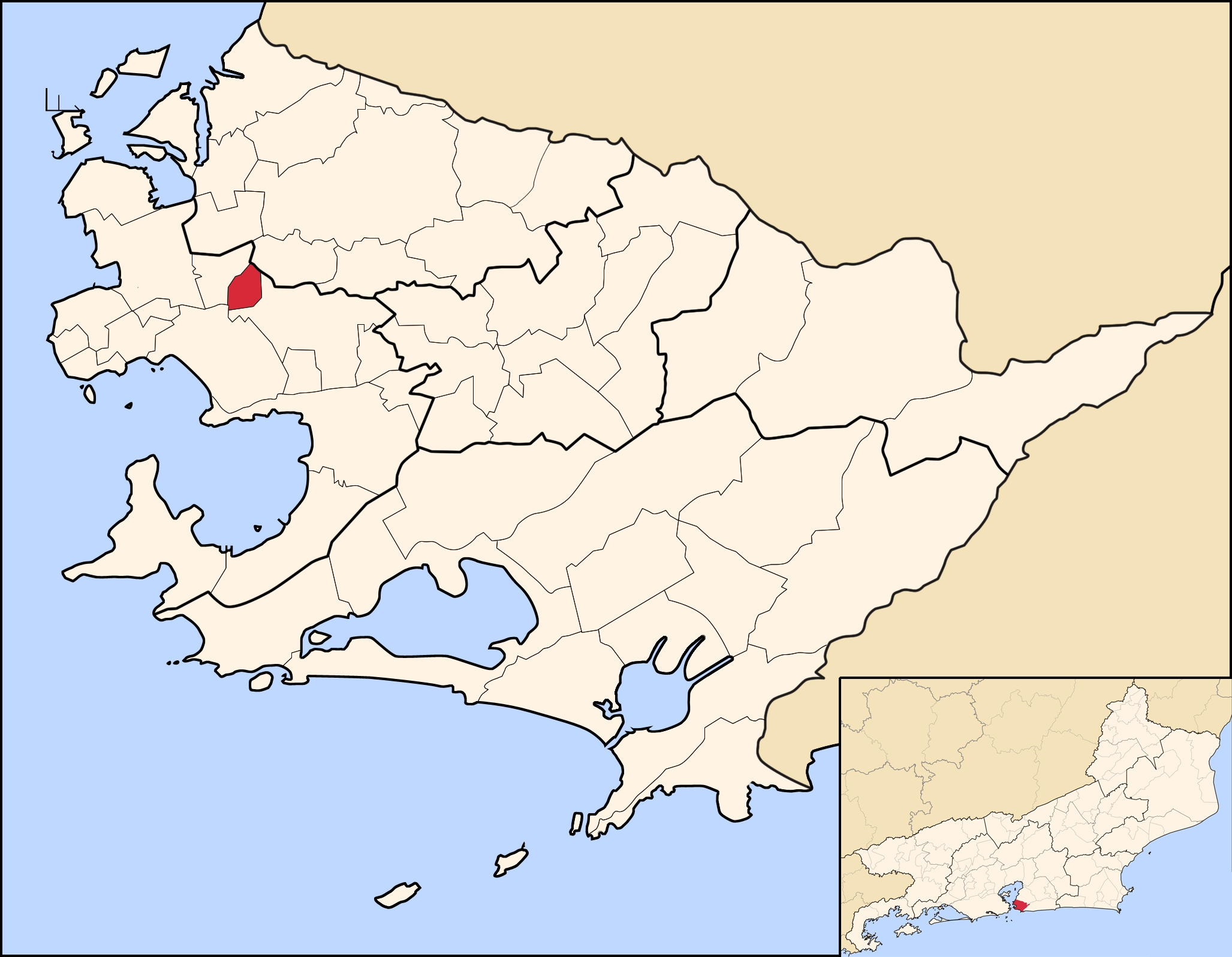
Localização do bairro do Pé Pequeno no município de Niterói.

O Pé Pequeno é um local resguardado do crescimento vertical, sendo desprovido de áreas comerciais, e possui um ar de condomínio, o que também pode se creditado em parte às poucas vias de acesso que dispõe. Essa combinação levou seus imóveis a se valorizarem e hoje praticamente inexistem imóveis vazios ou disponíveis para locação e venda.
No atendimento às necessidades mais específicas, os moradores do Pé Pequeno recorrem ao comércio de bairros próximos: Santa Rosa, Icaraí, ou mesmo o do Centro. Os produtos básicos são obtidos no comércio do Largo do Marrão ou da rua Dr. Paulo César, no limite com Santa Rosa.
Devido ao bom poder aquisitivo dos moradores, a maioria possuindo automóvel particular; e devido ao reduzido espaço e a proximidade com as ruas Noronha Torrezão e Dr. Paulo César, por onde passam diversas linhas de ônibus, a população do Pé Pequeno não tem problemas de transporte. Embora não circulem linhas de ônibus no interior do bairro.
Não há equipamentos públicos no Pé Pequeno. Ressalta-se apenas a existência de um estabelecimento de ensino particular que atende da 1ª a 6ª série do 1º grau, bem como pequenos escritórios e consultórios de profissionais liberais. A parte baixa do bairro possui uma satisfatória infra-estrutura básica. Um dos principais problemas existentes é a ocupação desordenada no Morro do Pé Pequeno. 
Em geral, a maior preocupação dos moradores é com a segurança. Com o aumento da violência urbana, a instalação de guaritas em alguns pontos é elemento mobilizador e polêmico. Apesar disso, sem sombra de dúvidas, o Pé Pequeno é um dos bairros mais tranquilos e aprazíveis de Niterói.

## Lazer
No bairro não há muita opção de  lazer, possuindo apenas uma praça Raul de Oliveira Rodrigues. Onde temos alguns projetos como o do Gugu onde tem ginasticas e o projeto motivação que acontece todo mês em diferentes pontos de Niterói.

## Instituições de Ensino
- Centro Educacional de Niterói[3]
- Colégio Vital Brasil
- Instituto Maio Vinagre
- UMEI Profª  Hilka de Araújo Peçanha[4]
- Colégio Lobo Torres